# Bregninge (Ærø)
Bregninge is een plaats in de Deense regio Zuid-Denemarken, gemeente Ærø. De plaats telt 216 inwoners (2008).